# Herpetogramma salbialis
Herpetogramma salbialis es una especie de polilla del género Herpetogramma, categorizada en la tribu Herpetogrammatini, de la subfamilia Spilomelinae. Fue descrita por George Hampson en 1899.

## Distribución
Se distribuye por América: Costa Rica y México.